# Enterolobium gummiferum
Enterolobium gummiferum é uma espécie de fabaceae, que foi descrita pela primeira vez por Carl Friedrich Philipp von Martius, e foi nomeada por James Francis Macbride. Enterolobium gummiferum pertence ao gênero Enterolobium, e à família fabaceae. É encontrada no Brasil.